# آندرس دانييلسن لاي
آندرس دانييلسن لاي (بالنرويجية البوكمول: Anders Danielsen Lie)‏ هو ممثل نرويجي، ولد في 1979 في النرويج.

## أعمال

### أفلام
- (2016) المتسوق الشخصي[8]
- (2018) 22 يوليو

## وصلات خارجية
- آندرس دانييلسن لاي على موقع IMDb (الإنجليزية)
- آندرس دانييلسن لاي على موقع ميتاكريتيك (الإنجليزية)
- آندرس دانييلسن لاي على موقع روتن توميتوز (الإنجليزية)
- آندرس دانييلسن لاي على موقع ألو سيني (الفرنسية)
- آندرس دانييلسن لاي على موقع أول موفي (الإنجليزية)
- آندرس دانييلسن لاي على موقع قاعدة بيانات الأفلام السويدية (السويدية)
- آندرس دانييلسن لاي على موقع ديسكوغز (الإنجليزية)
- آندرس دانييلسن لاي على موقع قاعدة بيانات الفيلم (الإنجليزية)
- آندرس دانييلسن لاي على موقع كينوبويسك (الروسية)